# El último samurái
El último samurái (The Last Samurai en inglés) es una película coproducción estadounidense, neozelandesa y japonesa de 2003, de época, drama y acción, dirigida y coproducida por Edward Zwick, quien también coescribió el guion con John Logan y Marshall Herskovitz. La película está protagonizada por Tom Cruise, quien también coprodujo, con Timothy Spall, Ken Watanabe, Billy Connolly, Tony Goldwyn, Hiroyuki Sanada y Koyuki en papeles secundarios.
Tom Cruise interpreta a un capitán del 7.º Regimiento de Caballería de los Estados Unidos, cuyos conflictos personales y emocionales lo ponen en contacto con guerreros samuráis a raíz de la Restauración Meiji en el Japón del siglo XIX. La trama de la película se inspiró levemente en la Rebelión de Satsuma de 1877 liderada por Saigō Takamori y la occidentalización de Japón por parte de potencias extranjeras, aunque en la película se retrata a Estados Unidos como la fuerza principal detrás del impulso por la occidentalización. También está influenciado por las historias de Jules Brunet, un capitán del ejército francés que luchó junto a Enomoto Takeaki en la anterior Guerra Boshin y, en menor medida, por Frederick Townsend Ward, un mercenario americano que ayudó a occidentalizar el ejército chino formando el «Ejército Siempre Victorioso».
El último samurái recaudó un total de 456 millones de dólares en taquilla y fue bien recibida en su lanzamiento, recibiendo elogios por la actuación, escritura, dirección, música, imágenes, vestuario, pero criticada en Japón por romantizar a los samuráis, a quienes se considera más corruptos. Fue nominada a varios premios, incluidos cuatro premios de la Academia, tres premios Golden Globe y dos National Board of Review Awards.

## Argumento
El capitán Nathan Algren (Tom Cruise) es un hombre a la deriva, atormentado moral y espiritualmente por los remordimientos de las batallas contra los indígenas norteamericanos y todo el horror de la batalla de Gettysburg. Una vez arriesgó su vida por el honor y por la patria, pero en los años transcurridos desde la guerra de Secesión americana el mundo ha cambiado. El pragmatismo ha reemplazado al valor, el interés personal ha ocupado el lugar del sacrificio y el honor no se encuentra en ninguna parte. Recibe la oferta de marchar a Japón para entrenar a su inexperto ejército de reclutas y campesinos, aceptando inmediatamente debido al excelente salario que recibirá. El mediador del pacto es su antiguo superior en el 7.º Regimiento de Caballería, el coronel Bagley (Tony Goldwyn), que lo reconoce como un hombre muy capaz a pesar de sus limitaciones como el alcoholismo; Algren, sin embargo no le tiene ningún respeto y lo considera un asesino frío y sin escrúpulos.
Al llegar al país, Algren se hace asesorar por Simon Graham (Timothy Spall), un antiguo diplomático británico que hace las veces de traductor. Algren se sorprende de ver a un país que está suspendido entre lo medieval y lo moderno. Se trata de un país en plena restauración Meiji, liderado por el joven emperador Meiji (Shichinosuke Nakamura), quien desea que su país se modernice, influenciado por algunos de sus consejeros, más interesados en el enriquecimiento personal que en el nacional, entre ellos el infame Omura (Masato Harada). Uno de los antiguos maestros del emperador y consejero, el samurái Katsumoto Moritsugu (Ken Watanabe), ha decidido levantarse en armas contra esta súbita revolución cultural, a la que considera demasiado radical y precipitada para el país.
Los venerados samuráis, que dedicaron sus vidas a servir al emperador, se convierten así en un grupo de rōnin y en los rebeldes contra los que el ejército adiestrado por Algren debe enfrentarse. A pesar de ser inferiores en número y de luchar a la manera tradicional, con espadas, arcos y lanzas, su valentía y los años de entrenamiento para el combate los convierten en serios oponente frente a las armas de fuego de los inexpertos soldados. Algren recibe la orden de Bagley de marchar contra los enemigos, a pesar de la falta de entrenamiento de las tropas y de su propia oposición a ello. Durante el primer combate entre ambos bandos, el regimiento comandado por Algren se ve desbordado por una carga de caballería en la que el general Hasegawa (Togo Igawa), samurái también y comandante japonés que dirigía al Ejército Imperial es capturado y comete seppuku, el suicidio ritual japonés.
Al final de la escaramuza Algren es rodeado finalmente por un grupo de samuráis, uno de los cuales, Hirotaro, es asesinado sorprendentemente por Algren cuando el nipón se disponía a darle el golpe de gracia. Katsumoto, viendo su valentía y recordando un premonitorio sueño anterior, decide mantenerle con vida y llevarle preso a la aldea en las montañas donde vive con su gente. Su intención es mantener al occidental allí para aprender del que es su nuevo enemigo, al menos mientras el invierno y sus nieves le impidan abandonar el pueblo y al mismo tiempo desentrañar el significado del visionario sueño antes mencionado. Algren empieza a vivir con la familia del fallecido Hirotaro, su mujer, Taka (Koyuki), y sus dos hijos pequeños Higen (Sôsuke Ikematsu), y Magojiro (Aoi Minato), así como a aprender la lengua japonesa. Taka a su vez es hermana de Katsumoto.
En principio es rechazado por los aldeanos, por Taka y además por los samuráis debido a que es considerado un teki (enemigo). Algren, mostrando una gran resistencia al dolor físico y a la humillación y supera el síndrome de abstinencia del alcoholismo, empieza a mantener combates de kendō con Ujio (Hiroyuki Sanada), un samurái experto, para poder dominar el arte de la katana por medio de bokkens. Tras varias derrotas aplastantes lo consigue y los samuráis empiezan a reconocer su destreza. Poco a poco, Algren empieza a comprender a esa gente que él consideraba salvajes, sus motivaciones y su modo de vida y descubre que ha encontrado allí la paz interior que le permite olvidar su tormento del pasado.
Además, descubre que Katsumoto es un ser culto, sensible, abierto, permeable y admirable en principios. Algren empieza a adaptarse a su cultura y su opinión cambia radicalmente. Las conversaciones con Katsumoto pasan de ser un diálogo entre captor y prisionero, a otro entre camaradas. Además Taka, quien lo rechazaba y deseaba su muerte, acepta las disculpas ofrecidas por Algren, entendiendo que tanto su fallecido marido como él solo cumplían con sus respectivos deberes de militares.
En una breve escena nocturna, en un teatro al aire libre iluminado con antorchas, mientras Katsumoto actúa en kyōgen (teatro cómico japonés), el momento de esparcimiento es interrumpido intempestivamente por un ataque de un grupo de ninjas (asesinos a sueldo). Algren da la alarma y toma una katana para ayudar en la defensa de la aldea. Los samuráis derrotan a los ninjas, a costa de muchas pérdidas. A pesar de que Katsumoto no lo confirma, Algren sospecha de que el ataque ha sido ordenado por Omura.
Con la primavera llega una misiva del emperador instando a Katsumoto a comparecer ante él en palacio. Aunque él intenta hacer entrar en razón a su antiguo alumno, las presiones de los demás consejeros evitan un cambio en la política: el emperador sabe que se expone a un golpe de Estado si se opone a los ricos asesores como Omura, empeorando además sus relaciones con las potencias occidentales. Katsumoto es retenido, pero la intervención nocturna de Algren y los otros samuráis consigue liberarle, al precio de la vida de su hijo Nobutada, entre otros caídos en el fuego cruzado. La batalla se vuelve ineludible ante la falta de diálogo y los samuráis se preparan para luchar en campo abierto contra un ejército superior y mejor preparado que la vez anterior, ahora equipado con los modernos cañones howitzer y ametralladoras Gatling.
Algren recibe como un honor la armadura roja de Hirotaro de manos de Taka y una katana con la inscripción Pertenezco al guerrero en el cual se han unido lo viejo y lo nuevo. A pesar de que el bando de los samuráis prepara cuidadosamente su estrategia y consigue acabar con muchos soldados enemigos, la superioridad numérica y el mayor alcance de las armas occidentales hace gran mella en sus filas. Finalmente, solo un puñado de ellos quedan en pie y realizan una carga a través de las fuerzas enemigas contra los cañones y ametralladoras en un último ataque desesperado con el que acabar gloriosamente sus vidas, y así conservar su honor. Bagley decide dirigir a las tropas él mismo y hiere a Katsumoto, pero Algren le cobra sus actos del pasado clavándole una Katana directo en el pecho, tras esto todos son abatidos o gravemente heridos por las Gatling; Algren y Katsumoto se despiden, acabando el japonés con su vida mediante el seppuku, con que puede tener una muerte honrosa al haber perdido la batalla. En señal de respeto y admiración, todo el Ejército Imperial se inclina ante el cadáver de Katsumoto, el último samurái.
Tras recuperarse de sus heridas, Algren, vestido con su uniforme de gala militar, se presenta ante el emperador en el momento en que se iba a firmar el tratado de venta de armas de Estados Unidos a Japón con el embajador Swanbeck (Scott Wilson). Hace entrega de la katana de Katsumoto al joven gobernante y le habla de la muerte de su maestro y de los motivos que le llevaron a luchar hasta el final. Comprendiendo las intenciones del veterano samurái, el emperador decide no firmar el tratado, y se enfrenta a Omura repartiendo sus riquezas entre el pueblo y ofreciéndole la espada de Katsumoto si se considera deshonrado. Comprende que aunque no puede cerrarse al progreso, tampoco puede renegar del pasado de su país. Por su parte, Algren regresa a la aldea en las montañas donde le espera Taka, quien llega a apreciarle y a aceptarle incluso en el plano sentimental.

## Reparto
- Tom Cruise como el capitán Nathan Algren, un veterano de la Guerra Civil y las Guerras Indias perseguido por su papel en la masacre de nativos americanos en Sand Creek o Chivington y/o en la del río Washita. Tras ser despedido de su trabajo, acepta ayudar al nuevo gobierno de la Restauración Meiji a entrenar a su primer ejército de reclutas al estilo occidental por una importante suma de dinero. Durante la primera batalla del ejército es capturado por el samurái Katsumoto y llevado a la aldea del hijo de éste, donde pronto se intriga con el camino de los samuráis y decide unirse a ellos en su causa. Las anotaciones de su diario revelan sus impresiones sobre la cultura tradicional japonesa, que casi de inmediato evolucionan hacia una admiración desenfrenada.
- Ken Watanabe como Lord Moritsgu Katsumoto, un ex daimyo que alguna vez fue el maestro más confiable del Emperador Meiji. Su disgusto por la influencia de Omura y otros reformadores occidentales sobre el Emperador lo llevó a organizar a sus compañeros samuráis en una revuelta, que espera convencerá al gobierno de no destruir el lugar del samurái en la sociedad japonesa. Katsumoto se basa en el samurái de la vida real Saigō Takamori, quien dirigió la Rebelión de Satsuma.
- Koyuki Kato como Taka, esposa de un samurái asesinado por Nathan Algren y hermana menor de Lord Katsumoto. Ella y Algren desarrollan sentimientos el uno por el otro, y ella le da la armadura de su esposo para que la use en la batalla final de la rebelión.
- Tony Goldwyn como el coronel Bagley, ex oficial al mando de Nathan Algren en el 7.º Regimiento de Caballería, quien lo contrata para servir como instructor de entrenamiento para el Ejército Imperial a pesar del odio de Algren hacia Bagley por su papel en la masacre del río Washita. En contraste con Algren, Bagley es arrogante y despectivo con los samuráis, en un momento refiriéndose a ellos nada más que "salvajes con arcos y flechas".
- Masato Harada como Matsue Omura, un industrial y político pro reforma. Importa rápidamente la occidentalización y la modernización mientras gana dinero para sí mismo a través de su propiedad de los ferrocarriles de Japón. Proveniente de una familia de comerciantes, una clase social reprimida durante los días del gobierno del Shogun, Omura expresa abiertamente su desprecio por los samuráis y se aprovecha de la juventud del emperador Meiji para convertirse en su principal consejero, persuadiéndolo de que forme un ejército al estilo occidental para los únicos. propósito de acabar con Katsumoto y sus rebeldes ignorando sus quejas. Su apariencia está diseñada para evocar la imagen de Okubo Toshimichi, un reformador líder durante la Restauración Meiji.
- Shichinosuke Nakamura como el Emperador Meiji. Acreditado con la implementación de las reformas Meiji a la sociedad japonesa, el Emperador está ansioso por importar ideas y prácticas occidentales para modernizar y empoderar a Japón para que se convierta en una nación fuerte. Sin embargo, su inexperiencia le hace depender en gran medida de los consejos de hombres como Omura, que tienen sus propias agendas. Su apariencia guarda un gran parecido con el emperador Meiji durante la década de 1860 (cuando su autoridad como emperador aún no estaba firmemente establecida) más que durante la década de 1870, cuando se desarrolla la película.

- Hiroyuki Sanada como Ujio, un maestro espadachín y uno de los seguidores más confiables de Katsumoto. Le enseña a Algren el arte de la lucha con espada, llegando a respetarlo como a un igual. Es uno de los últimos samuráis en morir en la batalla final, siendo asesinado a tiros durante la carga de Katsumoto.

- Timothy Spall como Simon Graham, un fotógrafo y erudito británico contratado como intérprete para el Capitán Algren y sus soldados que no hablan inglés. Inicialmente retratado como un compañero amistoso pero orientado a la misión y de mente práctica, más tarde simpatiza con la causa samurái y ayuda a Algren a rescatar a Katsumoto de los soldados imperiales.
- Seizo Fukumoto como el Samurai Silente, un anciano samurái encargado de monitorear a Algren durante su tiempo en la aldea, quien llama al samurái "Bob". "Bob" finalmente salva la vida de Algren (y hablando por primera y única vez, "¡Algren-san!") al recibir una bala destinada a él en la batalla final.
- Billy Connolly como el Sargento Zebulon Gant, un irlandés-estadounidense veterano de la Guerra Civil que sirvió y es leal a Algren, persuadiéndolo de venir a Japón y trabajar con él para entrenar al Ejército Imperial. Durante la primera batalla, muere a manos de Hirotaro (el marido de Taka) después de que otro samurái lo hiera con una lanza.
- Shun Sugata como Nakao, un samurái alto que empuña una naginata y es experto en jujutsu. Ayuda a Algren a rescatar a Katsumoto y muere junto con los otros samuráis en la batalla final.

## Producción

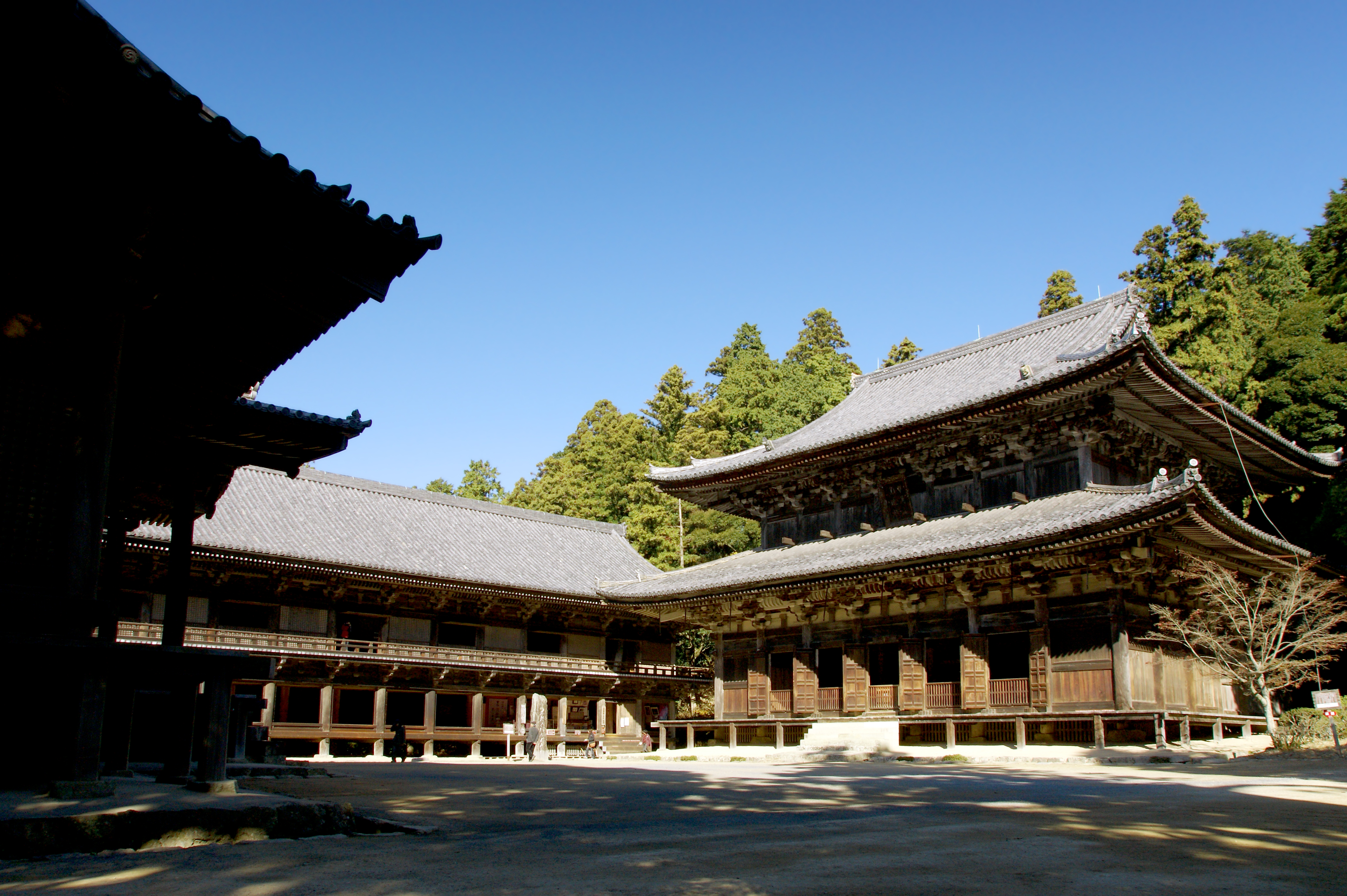
Engyō-ji en Himeji

La filmación tuvo lugar en Nueva Zelanda, principalmente en la región de Taranaki, con miembros del elenco japoneses y un equipo de producción estadounidense. Se eligió esta ubicación debido al hecho de que el monte Taranaki se parece al Monte Fuji, y también porque hay muchos bosques y tierras de cultivo en la región de Taranaki. El gerente de locaciones estadounidense, Charlie Harrington, vio la montaña en un libro de viajes y alentó a los productores a enviarlo a Taranaki para explorar las ubicaciones. Esto actuó como telón de fondo para muchas escenas, a diferencia de las ciudades construidas de Japón. Varias de las escenas de la aldea se rodaron en el backlot de Warner Bros. Studios en Burbank, California. Algunas escenas se rodaron en Kioto y Himeji, Japón. Hubo 13 lugares de rodaje en total. Tom Cruise hizo sus propias acrobacias para la película.
La película está basada en un guion original titulado El último samurái, de una historia de John Logan. El proyecto en sí fue inspirado por el escritor y director Vincent Ward. Ward se convirtió en productor ejecutivo de la película, trabajando en su desarrollo durante casi cuatro años y después de acercarse a varios directores (Francis Ford Coppola, Peter Weir), hasta que se interesó por Edward Zwick. La producción de la película siguió adelante con Zwick y se rodó en la Nueva Zelanda natal de Ward.
La película se basó en las historias de Jules Brunet, un capitán del ejército francés que luchó junto a Enomoto Takeaki en la Guerra Boshin anterior y Frederick Townsend Ward, un mercenario estadounidense que ayudó a occidentalizar el ejército Qing formando el Ejército Siempre Victorioso. Los roles históricos de otras naciones europeas que participaron en la occidentalización de Japón se atribuyen en gran medida a los Estados Unidos en la película, aunque la película también hace referencia a la participación europea.

## Música
The Last Samurai: Original Motion Picture Score fue lanzado el 25 de noviembre de 2003 por Warner Sunset Records. Toda la música de la banda sonora fue compuesta, arreglada y producida por Hans Zimmer, interpretada por la Hollywood Studio Symphony y dirigida por Blake Neely. Alcanzó el puesto 24 en la lista de las mejores bandas sonoras de EE. UU.

## Recepción

### Respuesta crítica
La película obtuvo ingresos de taquilla más altos en Japón que en los Estados Unidos. La recepción de la crítica en Japón fue en general positiva. Tomomi Katsuta de The Mainichi Shinbun pensó que la película era «una gran mejora con respecto a los intentos estadounidenses anteriores de retratar a Japón», y señaló que el director Edward Zwick «había investigado la historia japonesa, había elegido a actores japoneses reconocidos y había consultado a los entrenadores de diálogo para hacer seguro que no confundió las categorías informal y formal del habla japonesa». Katsuta todavía encontraba fallas en la representación idealista de los samuráis en los «libros de cuentos», afirmando: «Nuestra imagen de los samuráis es que eran más corruptos». Como tal, dijo, el noble líder samurái Katsumoto «me puso los dientes de punta».
En los Estados Unidos, el crítico Roger Ebert del Chicago Sun-Times le dio a la película tres estrellas y media de cuatro, diciendo que «bellamente diseñada, inteligentemente escrita, actuada con convicción, es una epopeya extraordinariamente reflexiva». El agregador de reseñas Rotten Tomatoes informa que el 66% de los críticos le han dado a la película una reseña positiva basada en 221 reseñas, con una puntuación promedio de 6.43 / 10. El consenso del sitio afirma: «Con altos valores de producción y emocionantes escenas de batalla, The Last Samurai es una épica satisfactoria». En Metacritic, que asigna una calificación media ponderada de 100 a las reseñas de los críticos principales, la película recibió una puntuación promedio de 55, según las reseñas de 43 críticos, lo que indica «reseñas mixtas o promedio». En el sitio web FilmAffinity posee un 6.8/10 basado en 74.024 votos; y en IMDb posee un 7.7/10 basado en 363.805 votos.
Un analista en línea compara favorablemente la película con Dances with Wolves en el sentido de que cada protagonista se encuentra y combate a un «pueblo tecnológicamente atrasado». Los personajes de Costner y Cruise han sufrido una serie de batallas traumáticas y brutales. En última instancia, cada uno usa sus experiencias para ayudar más tarde a sus nuevos amigos. Cada uno llega a respetar su cultura recién adoptada. Cada uno incluso lucha con su nueva comunidad contra la gente y las tradiciones de las que proviene.

### Taquilla
Al 1 de enero de 2016, la película había recaudado $ 456,8 millones contra un presupuesto de producción de $ 140 millones. Recaudó $ 111,127,263 en los Estados Unidos y Canadá, y $ 345,631,718 en otros territorios. Fue uno de los éxitos de taquilla más exitosos en Japón, donde recaudó ¥13,7 mil millones ($ 132 millones).

### Reconocimientos
| Premio                          | Categoría                                      | Nominado                                                    | Resultado     |
| ------------------------------- | ---------------------------------------------- | ----------------------------------------------------------- | ------------- |
| Academy Awards                  | Mejor actor de reparto                         | Ken Watanabe                                                | Nominado      |
| Academy Awards                  | Mejor diseño de producción                     | Lilly Kilvert y Gretchen Rau                                | Nominado      |
| Academy Awards                  | Mejor diseño de vestuario                      | Ngila Dickson                                               | Nominado      |
| Academy Awards                  | Mejor sonido                                   | Andy Nelson, Anna Behlmer y Jeff Wexler                     | Nominado      |
| Golden Globe Awards             | Mejor actor en película dramática              | Tom Cruise                                                  | Nominado      |
| Golden Globe Awards             | Mejor actor de reparto                         | Ken Watanabe                                                | Nominado      |
| Golden Globe Awards             | Mejor banda sonora                             | Hans Zimmer                                                 | Nominado      |
| National Board of Review        | Diez mejores películas                         |                                                             | Segundo lugar |
| National Board of Review        | Mejor director                                 | Edward Zwick                                                | Ganador       |
| Satellite Awards                | Mejor película                                 |                                                             | Nominado      |
| Satellite Awards                | Mejor actor - drama                            | Tom Cruise                                                  | Nominado      |
| Satellite Awards                | Mejor actor de reparto - drama                 | Ken Watanabe                                                | Nominado      |
| Satellite Awards                | Mejor banda sonora                             | Hans Zimmer                                                 | Ganador       |
| Satellite Awards                | Mejor fotografía                               | John Toll                                                   | Ganador       |
| Satellite Awards                | Mejor dirección de arte y diseño de producción | Lilly Kilvert y Gretchen Rau                                | Nominado      |
| Satellite Awards                | Mejor diseño de vestuario                      | Ngila Dickson                                               | Ganador       |
| Satellite Awards                | Mejor edición                                  | Victor Du Bois y Steven Rosenblum                           | Ganador       |
| Satellite Awards                | Mejor sonido                                   | Andy Nelson, Anna Behlmer y Jeff Wexler                     | Nominado      |
| Satellite Awards                | Mejores efectos visuales                       |                                                             | Nominado      |
| Visual Effects Society Awards   | Efectos visuales de apoyo excepcionales        | Jeffrey A. Okun, Thomas Boland, Bill Mesa, Ray McIntyre Jr. | Ganador       |
| Premios de la Academia Japonesa | Mejor película en lengua extranjera            |                                                             | Ganador       |
| Taurus World Stunt Awards       | Mejor truco de fuego                           |                                                             | Ganador       |

## Crítica y debate

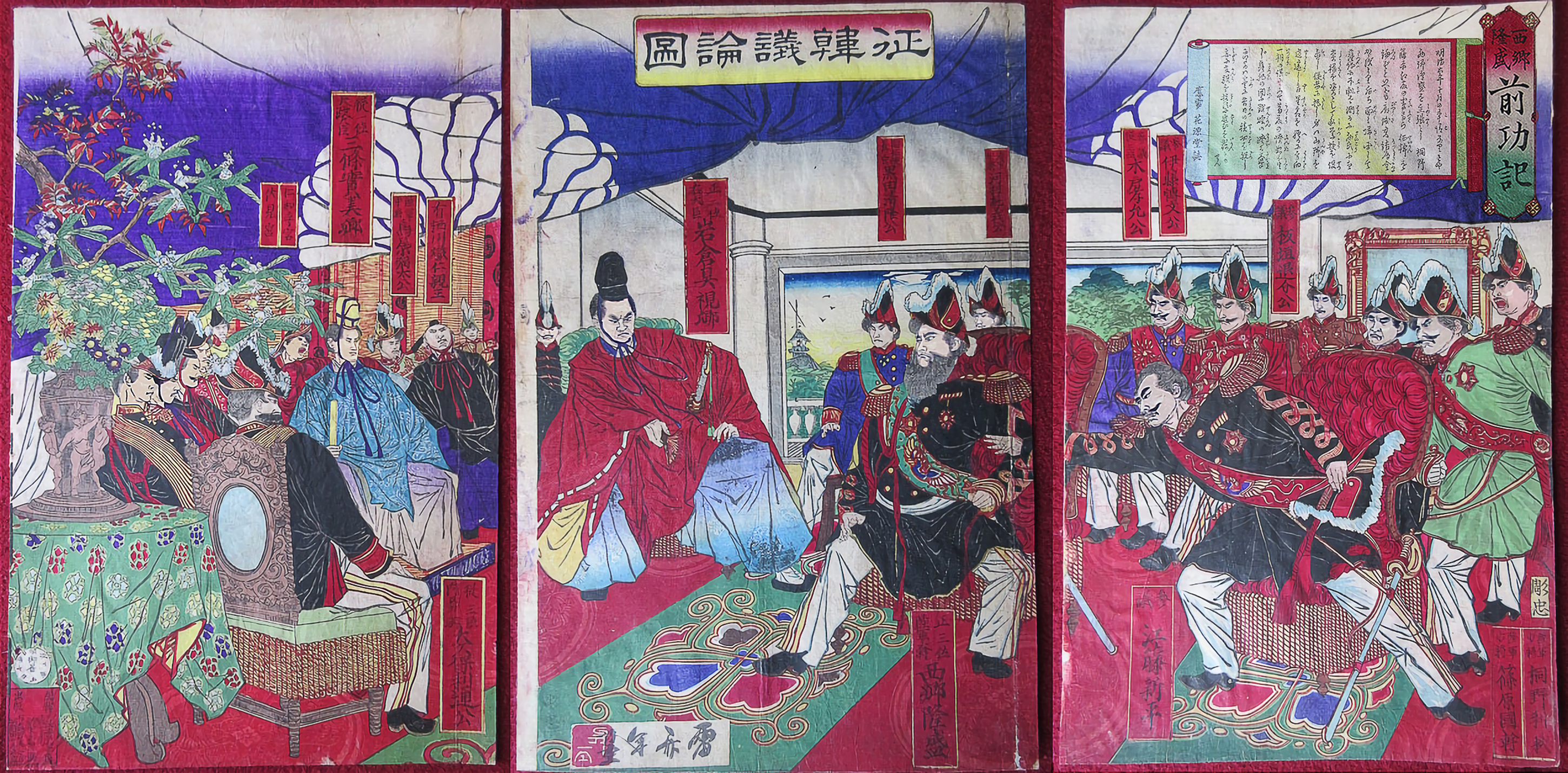
El debate de Seikanron de 1873. Saigō Takamori insistió en que Japón debería ir a la guerra con Corea.

Motoko Rich, de The New York Times, observó que la película había abierto un debate, «particularmente entre asiáticoamericanos y japoneses», sobre si la película y otras similares eran «racistas, ingenuas, bien intencionadas, precisas o todo lo anterior».
Todd McCarthy, un crítico de cine de la revista Variety, escribió: «Claramente enamorado de la cultura que examina mientras que resueltamente sigue siendo una romantización de un forastero, el hilo está decepcionantemente contento de reciclar actitudes familiares sobre la nobleza de las culturas antiguas, el despojo occidental de ellas, culpa histórica liberal, la codicia incontenible de los capitalistas y la primacía irreductible de las estrellas de cine de Hollywood».
Según la profesora de historia Cathy Schultz, «muchos samuráis lucharon contra la modernización de Meiji no por razones altruistas sino porque desafiaba su condición de casta guerrera privilegiada. Los reformadores de Meiji propusieron la idea radical de que todos los hombres son esencialmente iguales... la realidad histórica de que muchos asesores políticos de Meiji eran antiguos samuráis, que habían renunciado voluntariamente a sus privilegios tradicionales para seguir un curso que creían que fortalecería a Japón».
El personaje ficticio de Katsumoto tiene un parecido sorprendente con la figura histórica de Saigō Takamori, un héroe de la Restauración Meiji y líder de la ineficaz Rebelión de Satsuma, que aparece en las historias y leyendas del Japón moderno como un héroe contra la corrupción y la extravagancia. y la política sin principios de sus contemporáneos. «Aunque había aceptado convertirse en miembro del nuevo gobierno», escribió el traductor e historiador Ivan Morris, «estaba claro por sus escritos y declaraciones que él creía que los ideales de la guerra civil estaban siendo viciados. Se oponía a los cambios excesivamente rápidos en la sociedad japonesa y estaba particularmente perturbado por el trato miserable de la clase guerrera». Sospechando de la nueva burocracia, quería que el poder permaneciera en manos de la clase samurái y del Emperador, y por esas razones se había unido al gobierno central. «Edictos como la prohibición de portar espadas y llevar el moño tradicional parecían una serie de provocaciones gratuitas; y, aunque Saigō se dio cuenta de que Japón necesitaba un ejército permanente eficaz para resistir la presión de Occidente, no podía tolerar las implicaciones sociales de las reformas del ejército. Por esta razón Saigō, aunque participó en el gobierno de Okinoerabu, continuó ejerciendo un poderoso atractivo entre los exsamuráis descontentos en Satsuma y en otros lugares». Saigō luchó por una revolución moral, no material, y describió su revuelta como un freno a la moral declinante de un nuevo materialismo occidentalizado.
En 2014, la película fue una de las varias discutidas por Keli Goff en The Daily Beast en un artículo sobre narrativas de salvadores blancos en el cine, un tropo cinematográfico estudiado en sociología, para el cual se ha analizado The Last Samurai. David Sirota, en Salon, vio la película como «otra película que presenta al oficial blanco del ejército de la Unión como personificación personal del esfuerzo de la Guerra Civil del Norte para liberar a la gente de color» y critica el cartel de lanzamiento como «un mensaje no tan sutil alentador que el público perciba (erróneamente) al hombre blanco, y no a un japonés, como el último gran líder de la antigua cultura japonesa».
En una entrevista de 2022 con The Guardian, Ken Watanabe declaró que no consideraba a la película encajaba en la presunta narrativa de salvadores blancos, sino que marcó un punto de inflexión para la representación asiática en Hollywood. Watanabe también declaró: «Antes de El último samurái, existía el estereotipo de los asiáticos con gafas, dientes prominentes y una cámara. [...] Era absurdo, pero después del estreno de El último samurái, Hollywood intentó ser más auténtico con las historias asiáticas».